# Spadafora
Spadafora là một đô thị ở tỉnh Messina trong vùng Sicilia của Italia, có vị trí cách khoảng 180 km về phía đông của Palermo và vào khoảng 15 km về phía tây bắc của Messina. Tại thời điểm ngày 31 tháng 12 năm 2004, đô thị này có dân số 5.322 người và diện tích là 10,3 km².
Đô thị Spadafora có các frazioni (các đơn vị cấp dưới, chủ yếu là các làng) San Martino and Grangiara.
Spadafora giáp các đô thị: Roccavaldina, Rometta, Venetico.